# Предсједник Републике Бјелорусије
Предсједник Републике Бјелорусије (блр. Прэзідэнт Рэспублікі Беларусь) је шеф државе у Бјелорусији.
Он је гарант Устава, права и слобода човјека и грађанина, представља Републику Бјелорусију у односима с другим државама и међународним организацијама.

## Избор
За предсједника може бити изабран грађанин Бјелорусије по рођењу, не млађи од 35 година, који има гласачко право и има стално бјелоруско пребивалиште најмање десет година до дана одржавања избора.
Предсједник се бира непосредним тајним изборима на мандат од пет година. Кандидати за предсједника морају прикупити најмање 100.000 потписа бирача да би се кандидовали. Изборе за предсједника расписује Представнички дом. Резултати избора се признају уколико је гласало више од половине грађана који се налазе на бирачком списку.
Предсједник је изабран уколико је за неког кандидата гласало више од половине грађана изашлих на изборе. Уколико ниједан кандидат не освоји више од једне половине гласова бирача, одржава се други круг у коме се такмиче два кандидата са највише гласова у првом кругу.

## Надлежности
Предсједник Републике Бјелорусије:
- расписује републичке референдуме;
- расписује редовне и ванредне изборе за Представнички дом, Савјет Републике и мјесне представничке органе;
- распушта домове у случајевима предвиђеним Уставом;
- именује шест чланова Централне изборне комисије Републике Бјелорусије;
- формира, укида и организује Администрацију предсједника Републике Бјелорусије, друге органе државне управе, а такође консултативно-савјетовавне и друге органе при предсједнику;
- с одобрењем Представничког дома именује премијера;
- утврђује организацију Владе Републике Бјелорусије, именује и разрјешава замјенике премијера, министре и друге чланове Владе, доноси одлуке о оставци Владе или њених чланова;
- с одобрењем Савјета Републике именује предсједника Уставног суда, предсједника Врховног суда, предсједника Високог привредног суда из реда судија;
- с одобрењем Савјета Републике именује судије Врховног суда, судије Високог привредног суда, предсједника Централне изборне комисије, генералног тужиоца, предсједника и чланове Управе Народне банке;
- именује шест судија Уставног суда и других судова Републике Бјелорусије;
- разрјешава предсједника и судије Уставног суда, Врховног суда, Високог привредног суда, предсједника и чланове Централне изборне комисије, генералног тужиоца, предсједника и чланове Управе Народне банке с одобрењем Савјета Републике у случајевима предвиђеним Уставом;
- именује и разрјешава предсједника Комитета државне контроле;
- обраћа се посланицама народу Републике Бјелорусије о стању државе и о основним правцима унутрашње и спољне политике;
- обраћа се посланицама Парламенту односно заједничком засједању Представничког дома и Савјета Републике; има право учествовати у раду Парламента и његовим органима, и може говорити пред њим у свако доба;
- има право предсједавати на засједањима Владе Републике Бјелорусије;
- именује руководиоце републиканских органа државне управе, именује представнике предсједника у Парламенту и друге функционере, предвиђене Уставом и законом;
- одлучује о давању и укидању држављанства Републике Бјелорусије;
- установљава државне празнике и празничне дане, додјељује државне награде и класне чинове и звања;
- врши помиловања осуђених;
- води преговоре и потписује међународне уговоре; именује и опозива дипломатске представнике Републике Бјелорусије у страним државама и међународним организацијама;
- прима акредитиве дипломатских представника страних држава;
- проглашава ванредно стање на цијелој територији или дијелу територије Републике Бјелорусије; одлуку за три дана мора поднијети на одобрење Савјету Републике;
- потписује законе, има право да врати закон или поједине његове одредбе назад у Представнички дом;
- има право укидати акте Владе;
- непосредно или кроз контролне органе врши надзор над законитошћу рада мјесних органа управе и самоуправе; има право да преиспитује одлуке мјесних Савјета депутата и да укида одлуке мјесних извршних и наредбодавних органа у случају незаконитости њихових одлука;
- формира и предводи Савјет безбједности Републике Бјелорусије; именује и разрјешава државног секретара Савјета безбједности;
- он је главнокомандујући Оружаних снага Републике Бјелорусије; именује и разрјешава највишу команду Оружаних снага;
- проглашава ратно стање и објављује мобилизацију; одлуку за три дана мора поднијети на одобрење Савјету Републике;
- врши друга овлашћења у складу са Уставом и законом.